# Mestes
 Mestes  (en occitano Mestas) es una comuna y población de Francia, en la región de Lemosín, departamento de Corrèze, en el distrito de Ussel y cantón de Ussel Este.
Su población en el censo de 2008 era de 315 habitantes.
Está integrada en la Communauté de communes Ussel-Meymac-Haute-Corrèze .

## Demografía
| 204 | 216 | 202 | 204 | 263 | 262 | 315 |
| Para los censos de 1962 a 1999 la población legal corresponde a la población sin duplicidades (Fuente: INSEE [Consultar]) |     |     |     |     |     |     |